# バイオマイクロセンシング技術研究センター
バイオマイクロセンシング技術研究センター（バイオマイクロセンシングぎじゅつけんきゅうセンター）は九州工業大学の教育研究施設。国際的なヒトゲノム計画の成果をもとに情報が蓄積されて、医療分野へ役立てるべき試みが行われている。

## センター長所在地
- 〒804-8550福岡県北九州市戸畑区仙水町1-1 九州工業大学工学部応用化学科教育研究8号棟